# السيطرة الجوية من الجيل التالي
مشروع سيطرة مقاتلات الجيل القادم الجوية (NGAD) هي مبادرة تفوق جوي من مقاتلات الجيل السادس التابعة للقوات الجوية الأمريكية، وتهدف إلى نشر "مجموعة من الطائرات" التي ستستبدل طائرة لوكهيد مارتن إف-22 رابتور. تعتبر مقاتلة التفوق الجوي هي أساس مشروع السيطرة الجوية من الجيل التالي وقد تمت الإشارة إليها باسم مقاتلة اختراق الجو المضادة (PCA) ويجب دعمها بواسطة طائرات قتالية تعاونية غير مأهولة بالطيارين (CCA)، أو منصات الجناح الداعمة، من خلال العمل الجماعي المأهول وغير المأهول (MUM-T).
بدأ برنامج السيطرة الجوية من الجيل التالي من دراسة مبادرة الهيمنة الجوية التي أجرتها وكالة مشاريع البحوث الدفاعية المتقدمة (DARPA) عام 2014، ومن المتوقع أن يُنشر الطائرات المقاتلة الجديدة في ثلاثينيات القرن الحادي والعشرين. وبينما طُرح في الأصل كبرنامج مشترك بين القوات الجوية والبحرية، أنشأت الخدمتان مكاتب وبرامج منفصلة. ورغم أن برنامج السيطرة الجوية من الجيل التالي التابع للقوات الجوية يشترك في الاسم نفسه، إلا أنه يختلف عن برنامج البحرية، الذي يضم مقاتلة F/A-XX المأهولة، وسيكون له إطار زمني مماثل للنشر.
التصميم الذي تم اختياره هو طائرة بوينج F-47.

## تاريخ
نشأ برنامج السيطرة الجوية من الجيل التالي من دراسات وكالة مشروع البحوث الدفاعية المتقدمة (DARPA) التي بدأت في عام 2014 لاستكشاف مفاهيم أنظمة التفوق الجوي لعام 2030 للقوات الجوية الأمريكية والبحرية الأمريكية. أكملت DARPA دراسة مبادرة الهيمنة الجوية في مارس 2014 ، وبناء على النتائج ، أطلق رئيس الاستحواذ في وزارة الدفاع فرانك كيندال مبادرة ابتكار الطيران (AII) في عام 2015 لتطوير نماذج أولية للطائرة X لإظهار التكنولوجيا للطائرات المقاتلة المستقبلية. في عام 2016 ، تابعت القوات الجوية الأمريكية دراسات DARPA مع خطة طيران التفوق الجوي 2030 (AS 2030) ، ولكن بينما ذكرت الخطة الحاجة إلى عائلة من الأنظمة ، إلا أنها كانت لا تزال تركز على فرد معين من العائلة يسمى اختراق الهواء المضاد (PCA). في عام 2018 ، تطورت AS 2030 إلى برنامج السيطرة الجوية من الجيل التالي ووسعت تركيزها من إضافة واحدة إلى مجموعة من القدرات وكان من المتصور أن تكون "عائلة من الأنظمة".
في سبتمبر من عام 2020، أعلنت القوات الجوية الأمريكية أنها نجحت في تجربة طيران كاملة النطاق وحطمت الأرقام القياسية بها. 
الهدف الأساسي لبرنامج السيطرة الجوية من الجيل التالي هو تطوير التقنيات الرئيسية التي من شأنها أن توفر للقوات الجوية الهيمنة الجوية. أهم مميزات هذه التقنيات هي الدسر أو الدفع، والتخفي، والأسلحة المتقدمة،  التصميم الرقمي (الهندسة القائمة على CAD )،   والإدارة الحرارية للطائرة.  يغير البرنامج عملية الاستحواذ التقليدية للقوات الجوية  من خلال فصل وظائف التصميم والإنتاج والدعم في عملية التطوير بميزانية تبلغ 9 مليارات دولار حتى عام 2025.   ومن السمات المميزة للبرنامج زيادة المسابقات الصناعية وعمليات المحاكاة في اثناء عملية التصميم والتصنيع. 
في حين زاد توسع برنامج الدفاع الجوي الجديد من منصة واحدة إلى "مجموعة من المقاتلات"، فإن الطائرة المقاتلة المأهولة هي أساس البرنامج. وسوف يتم دعمها من خلال مجموعة متنوعة من الأنظمة التكميلية مثل: "المأهولة، وغير المأهولة، والمأهولة بشكل اختياري، والسيبرانية، والإلكترونية"، والتي من المرجح أن تكون طائرات قتالية تعاونية بدون طيار (CCA) لحمل ذخائر إضافية وأداء مهام أخرى.   على وجه الخصوص، يهدف برنامج السيطرة الجوية من الجيل التالي إلى تطوير نظام يعالج متطلبات التشغيل في مسرح العمليات في منطقة المحيطين الهندي والهادئ ، حيث تفتقر مقاتلات القوات الجوية الأمريكية الحالية إلى المدى الكافي والحمولة الكافية. لاحظ قادة القوات الجوية الأمريكية أنه قد يكون هناك نوعان من نظام الدفاع الجوي الصاروخي لبرنامج السيطرة الجوية من الجيل التالي: الأول بمدى وحمولة طويلين لمنطقة المحيطين الهندي والهادئ، والآخر أكثر توجهاً إلى النطاقات القصيرة نسبياً بين مناطق القتال المحتملة في أوروبا.  ومن المتوقع أن تستفيد المقاتلة من محركات الدورة التكيفية التي يتم تطويرها في إطار برنامج الدفع التكيفي من الجيل التالي (NGAP)، مع تنافس محركي XA102 من جنرال إلكتريك و XA103 من برات آند ويتني على نظام الدفع. 
تم انشاء تصور للمقاتلة المأهولة في برنامج السيطرة الجوية من الجيل التالي لفترة وجيزة لمتابعة دورات التطوير والمشتريات السريعة لطائرات مقاتلة " سلسلة القرن " في الخمسينيات والستينيات من القرن العشرين؛ والتي أطلق عليها مساعد وزير القوات الجوية (SAF/AQ) ويل روبر اسم "سلسلة القرن الرقمية"، حيث سيتم تكرار تصميمات المقاتلة بشكل مستمر لتمكين الإدخال السريع للتكنولوجيا الجديدة وشرائها في دفعات صغيرة. في مايو 2021، صرح رئيس أركان القوات الجوية الأمريكية الجنرال براون أن برنامج NGAD سيبدأ في استبدال طائرة F-22 بمجرد تشغيلها بكميات كافية، مع هدف ميداني في ثلاثينيات القرن الحادي والعشرين.  تم استخدام طائرة F-22 أيضًا لاختبار تكنولوجيا NGAD ومن المتوقع تطبيق بعض التطورات على طائرة F-22 أيضًا.  ومع ذلك، فإن التعقيد والتطور الذي اتسم به تصميم الطائرات الحديثة أدى في نهاية المطاف إلى التخلي عن "سلسلة القرن الرقمي" لصالح نهج أكثر تقليدية في التطوير والشراء.
في يونيو 2022، قررت القوات الجوية الأمريكية أن التقنيات الأساسية أصبحت جاهزة لدعم برنامج تطوير الهندسة والتصنيع (EMD). وفقًا لروبر، تم إطلاق أول نموذج أولي كامل النطاق لتكنولوجيا طائرة NGAD المقاتلة المأهولة من برنامج AII X-plane في عام 2020، وبحلول عام 2023، تم إطلاق ثلاثة نماذج أولية منفصلة.   تم الإعلان عن الطلب الرسمي في مايو 2023، بهدف اختيار المصدر في عام 2024.   
في 27 يوليو 2023، أكدت كاثي واردن، الرئيسة التنفيذية لشركة نورثروب جرومان، أن الشركة أخطرت القوات الجوية الأمريكية بأنها لن تتقدم بعطاء كمتعاقد رئيسي للبرنامج، مما يجعل بوينج ولوكهيد مارتن المنافسين المتبقيين المحتملين للمكون الرئيسي للمقاتلة المأهولة للبرنامج. 
كما ورد في تقرير موقع Breaking Defense،  في يوليو 2024، أعلن وزير القوات الجوية فرانك كيندال أن القوات الجوية "توقفت مؤقتًا" عن التطوير المأهول من برنامج NGAD. "مع المنصة نفسها، نتوقف مؤقتًا. أما مع بقية عناصر منظومة الهيمنة الجوية، فنحن نتقدم بأقصى سرعة ممكنة. كما أعرب كيندال عن ثقته في أن القوات الجوية "لا تزال تنوي إنتاج طائرات مأهولة من الجيل السادس".
أعرب قدامى المحاربين في القوات الجوية وخبراء الصناعة عن قلقهم إزاء فكرة أن الطائرة B-21 Raider ستكون قادرة على اختراق نظام الدفاع الجوي المتكامل المعادي دون دعم من مقاتلة الجيل السادس NGAD المأهولة. اثناء الحلقة 196 - المسماه "ما الأمر مع NGAD؟" ضمن برنامج الصوتي The Aerospace Advantage الذي يقدمه معهد ميتشل، زعم جون "جيه في" فينابل، وهو من قدامى المحاربين في القوات الجوية وزميل مقيم أول في معهد ميتشل، أن "هذه الفكرة التي مفادها أنك لا تحتاج إلى شخص يدخل ويقضي على التهديد أمام طائرة بي 21 هي فكرة كارثية تمامًا". 
في 4 سبتمبر 2024، كرر نائب رئيس أركان القوات الجوية الجنرال جيمس سلايف قرار القوات الجوية بإيقاف مكون PCA لبرنامج NGAD، مشيرًا إلى أنهم "يبدأون من البداية" بالمتطلبات، وفقًا لتقرير موقع The Warzone.  وقال الجنرال سلايف، في إشارة إلى وضع نظام الدفاع الجوي للمحيطات والغلاف الجوي (NGAD) باعتباره نظاماً من الأنظمة وليس مقاتلة واحدة مأهولة: "أعلم ما هي المهمة التي يتعين علينا إنجازها، ولكنني لا أعلم أننا بحاجة إلى بناء طائرة للقيام بهذه المهمة".

### اختيار
وفي مارس 2025، حصلت شركة بوينج على عقد لبناء نظام الدفاع الجوي للمحيطات والغلاف الجوي للجيل الجديد في عقد بلغت قيمته أكثر من 20 مليار دولار. أثناء الإعلان عن العقد، تم الكشف أيضًا عن تسميته بـ F-47 .  

## تطوير
في الأعلان عن الميزانية للسنة المالية 2023، خصصت القوات الجوية إجمالي 1.66 مليار دولار لبرنامج NGAD. ومن المتوقع تقديم المزيد من الدعم المالي، مع تخصيص إنفاق إضافي يقدر بنحو 11.7 مليار دولار للسنوات القادمة من السنة المالية 2024 إلى السنة المالية 2027. ولم يكشف وزير القوات الجوية فرانك كيندال عن تكلفة كل طائرة، ولكن من المتوقع أن تصل إلى "مئات الملايين المتعددة". 
في عام 2023، توقعت القوات الجوية الوصول إلى حوالي 200 مقاتلة NGAD مأهولة، على الرغم من أن هذا رقم افتراضي لتوقعات التخطيط التقريبية.  
شاركت شركة SMG Consulting في رسم بياني توضيحي للبرنامج، يوضح الأبعاد ،التكلفة ومدى القتال، استنادًا إلى انطباعات التصميم عن مقاتلة الجيل السادس من شركة لوكهيد مارتن.    في 30 يوليو 2024، أوقف وزير القوات الجوية مؤقتًا جهود تصميم NGAD لإجراء المزيد من الدراسة لاختيار التصميم قبل اختيار المصنع.